# Hagbard Berner
Hagbard Emanuel Berner, född den 12 september 1839, död den 24 januari 1920 i Kristiania, var en norsk ämbetsman, bankman och liberal politiker, kusin till Carl Christian, Axel Olaf och Søren Hjalmar Normann Berner.
Berner blev student 1858 och juris kandidat 1863, blev 1869 huvudredaktör för de nyligen startade oppositionella tidningen Dagbladet, huvudorgan för den följande tidens stortingsmajoritet och fortsatte där till 1879, då han valdes somstortingsman för Akershus amt, som han representerade till 1888. I stortinget gjorde sig Berner bemärkt genom omfattande kunskaper i statsrättsliga och ekonomiska frågor, varför han också valdes till medlem av budgetkommittén och till dess ordförande.
Han stiftade 1868 Det norske samlag (för utgivande av skrifter på norskt landsmål), var i tio år ordförande i dess styrelse och har även annars på olika sätt verkat för hävdandet av det norska landsmålet. 1879 framlade han för odelstinget förslag om unionsmärkets borttagande ur Norges flagga, vilket förslag framkallade den häftiga flaggstriden inom pressen, men förkastades av tinget. Juryreformen hade en varm förkämpe i Berner, och han var en av dem, som 1882 framlade ett med hans motivering försett förslag till lag om jurys införande, liksom han var medlem av den kommitté, som hade att lägga sista handen vid Lov om rettergangsmaaden i straffesager av 1 juli 1887.
Likaså hyste han stort intresse för utvecklingen av landets penning- och bankväsende, och han valdes 1881 av stortinget till styrelsesuppleant i Norges hypoteksbank och var från 1884 en av dess direktörer. 1884 blev han medlem av en kunglig kommitté för utarbetande av ny lag för Norges bank, och 1892 deltog han som Norges representant i den internationella myntkonferensen i Bryssel. Vidare sysselsatte han sig med reformer i brännvins- och öllagstiftningen, var ordförande i en 1889 tillsatt brännvinskommitté, vars förslag till brännvinslagstiftning i huvudsak blev lag 1894, deltog i flera internationella alkoholkongresser och i övrigt sökt motverka rusdryckernas missbruk.
Även för skyttesaken var han verksam, dels som ordförande i många år i Kristiania skytterlag, dels som förslagsställare (1881) till de efter schweiziskt mönster organiserade "folkevaebningssamlag". I kvinnofrågan var han en föregångsman, bland annat genom att verka för reformer i lagstiftningen om förmögenhetsförhållandet mellan makar, för universitetets öppnande för kvinnliga studenter och som stiftare (1884) och ordförande i Norsk Kvindesagsforening. Efter 1888 tog han inte aktiv del i det politiska livet, men behandlade i tal och skrift (bland annat i Nordisk tidskrift, 1890-1892) frågor, som stod på dagordningen. 1898-1912 var han borgmästare i Kristiania och vann i denna vanskliga ställning allmänna sympatier genom sitt humana uppträdande och sin administrativa duglighet.
1871 gifte han sig i Øyer kirke med Selma Augusta Berner (1846-1919), född Hovind.